# 翠釜亭邦高
翠釜亭 邦高（すいふてい くにたか、生没年不詳）は、江戸時代中期の大坂の浮世絵師。

## 来歴
師系不詳。姓は不詳。名は邦高。字は子登。大坂の人。同時代の名古屋の絵師井邦高と同じ人物か、とする説もあるが詳細は未詳。天明（1781年 - 1789年）期に主として上方役者36人の舞台姿半身像を描いた。天明2年（1782年）刊行の絵本『翠釜亭戯画譜』を残しており、この序文には江戸の『絵本舞台扇』及び上方の『絵本水や空』の両作品の長所を集めたという趣旨が記されており、上方役者の似顔絵集として最初期のものとして知られる。例えば、山下金作、中山文七などといった役者名、俳号を描き入れるなど各1ページに一人の役者姿を描いており、墨と薄墨による二色摺であった。飽くまで真に徹し、役者の表情の表現は実に見事である。驚くべき鬼才ぶりを示している戯画と自称している。勝川春章を凌駕するとも劣らない快作であった。それぞれの役者の名前のところには俳名の朱肉印が捺されており、今日遺存するものも少なく、稀覯本に属する。なお、「天明三年癸卯十一月写於翠釜亭邦高」という落款があり、「邦高」の印及び「子登」の印のある円山派風の肉筆画「孔雀図」の作者と同一人とされる。この『翠釜亭戯画譜』は後の流光斎如圭らの描く役者絵に道を開き、上方の役者絵における方向性を示唆するものであった。